# 輪島市民の歌
「輪島市民の歌」（わじましみんのうた）は、日本の石川県輪島市が制定した市民歌である。作詞・輪島市歌制定委員会、作曲・古賀政男。

## 解説
1974年（昭和49年）の市制20周年を記念し、前年の1973年（昭和48年）に制定された。歌詞は全国を対象に実施した懸賞募集で集まった143篇のから準入選2篇が選ばれ、この2篇を基に市歌制定委員会で取りまとめたものが採用されている。
制定時に日本コロムビアが大川栄策の歌唱によりシングル盤（規格品番：PES-7488）を製造しており、B面曲で都はるみが歌唱する「輪島旅情」と合わせてご当地ソングとしても認識されている。
制定主体の輪島市は2006年（平成18年）2月1日を以て鳳珠郡門前町と新設合併し（2代目）輪島市となっているが、輪島市・門前町合併協議会では「市民憲章、市の花・木・鳥等については、新市において新たに定める」と取り決められたものの市民歌の扱いに関しては明文化されなかった。門前町では町歌・町民音頭等を制定していなかったが「輪島市民の歌」に関しては存続・廃止の別こそ定まっていないながらも合併前に旧市域で防災無線を通じて行っていた市民歌の演奏は取りやめている。